# Куренівське кладовище
Курені́вське кладови́ще — одне з міських кладовищ Києва. Розташоване в Подільському районі, у місцевості Куренівка, між Сирецькою вулицею і залізницею.

## Історія
Кладовище виникло в XIX столітті. Щодо точної дати заснування джерела вказують різні роки: 1848, 1868 (Л. Кудрявцев подає дату 1825). Було створене як кладовище села Куренівка. У 1929 році перетворено на один із міських некрополів Києва. Найдавніша (східна) частина — переважно православна (з окремими інтернаціональними ділянками). У 1955 за рахунок перенесення поховань із ліквідованого Лук'янівського єврейського кладовища почато створення єврейської частини кладовища, що в 1956—1957 виконувала функцію основного єврейського некрополя Києва.
1957 року офіційно закрите для нових поховань (дозволялося підзахоронювати прах померлих тільки в урнах до могил родичів). У 2005 році статус кладовища змінено на «напівзакрите» (відкрите «для повторного поховання труни в родинну могилу»).
Нині на кладовищі налічується близько 17000 могил, з яких приблизно третина — єврейські.

## Окремі поховання
На православній частині, зокрема, поховані:
- Будяк Юрій Якович (1878—1942), український письменник, автор віршів, п'єс, спогадів, статей, рецензій, творів для дітей. Окремими виданнями вийшло 20 книг. Був репресований у 30-х роках. На могилі — стандартний мозаїчний обеліск із чорною мармуровою дошкою.
- Подій Тимофій Федорович, диспетчер Київського річкового порту, секретар підпільного Подільського райкому КП(б)У, що діяв під час нацистської окупації Києва[8]. На його честь названо пасажирський теплохід на Дніпрі[9].
- Довженко Петро Семенович (пом. 1942), батько Олександра Довженка. Поховання втрачене.

- Красицький Фотій Степанович (1873—1944), український художник, внучатий небіж Тараса Шевченка. В 1963 останки Ф. Красицького на прохання родичів перенесено на Байкове кладовище. Тут же похована й дочка Ф.Красицького Галина, також художниця.

Неподалік головного входу розташований меморіал радянських солдатів і офіцерів, які загинули в роки німецько-радянської війни 1941—1945 під час боїв за Київ (серед похованих — 32 невідомих).
На єврейській частині, зокрема, поховані:
- Каспін Самуїл Костянтинович (1877—1957), скрипаль, альтист, педагог, заслужений артист Республіки, учасник струнного квартету Київського музичного училища, викладач Київської консерваторії у 1913—1950[10]
- Басін-Щупак Йона Якович (1902—1955), біолог, доцент, автор фундаментальної праці «Анатомія рослин»

Є декілька усипалень (склепів) цадиків і рабинів, зокрема, тут похований цадик Ш.-Б. Тверський із Чорнобильської династії. Кілька символічних надгробків на честь розстріляних у Бабиному яру в 1941 році.

## Згадки в художніх творах
Куренівське кладовище згадується в романі-документі Анатолія Кузнецова «Бабин яр», у романі Тимура Литовченка «До комунізму залишалось років п'ятнадцять-двадцять».

## Зображення

На головній алеї.
Могила Самуїла Каспіна
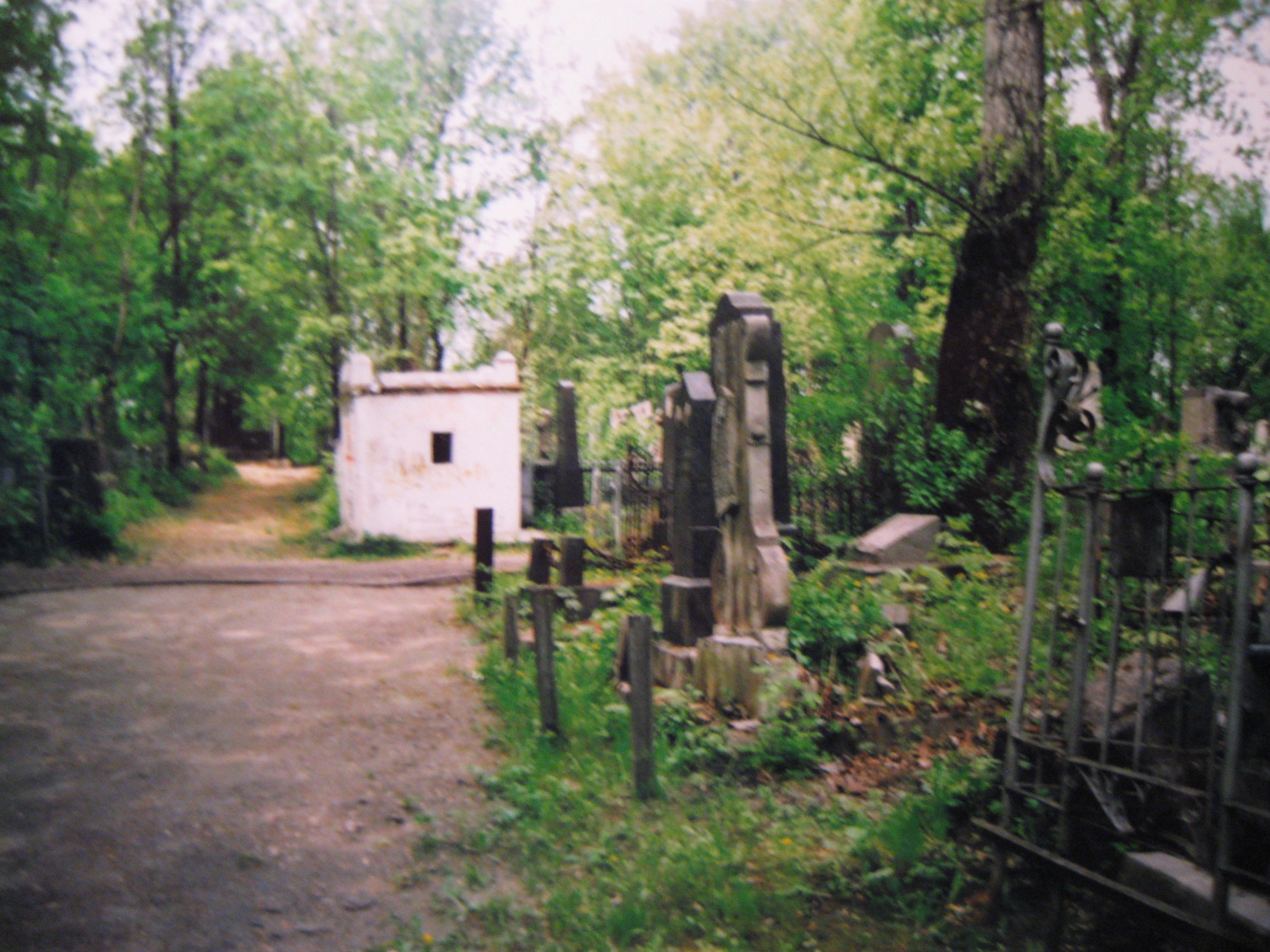
Вигляд єврейської частини з місця, де була відспівувальня.
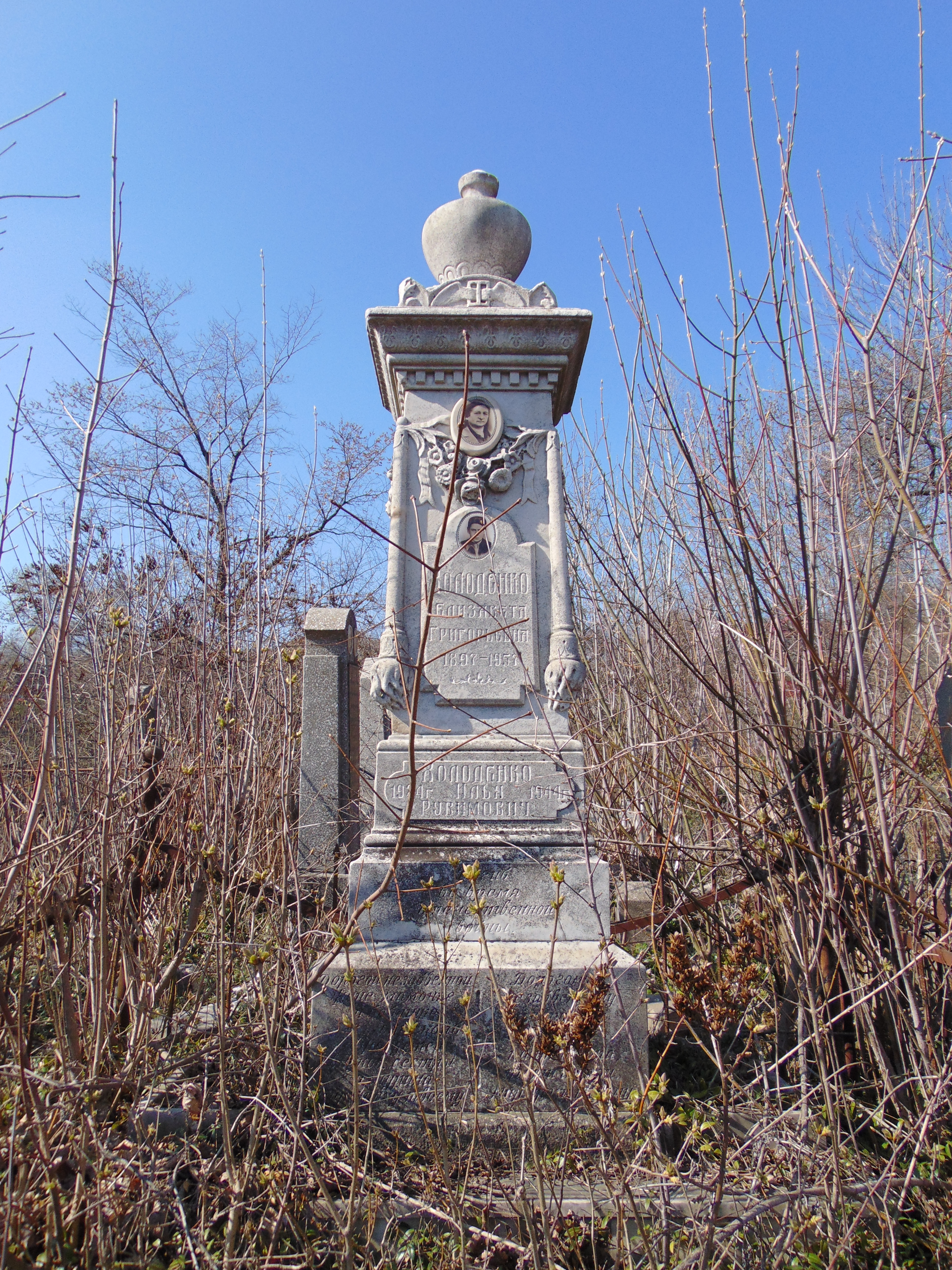
Могила київських євреїв Холоденків.
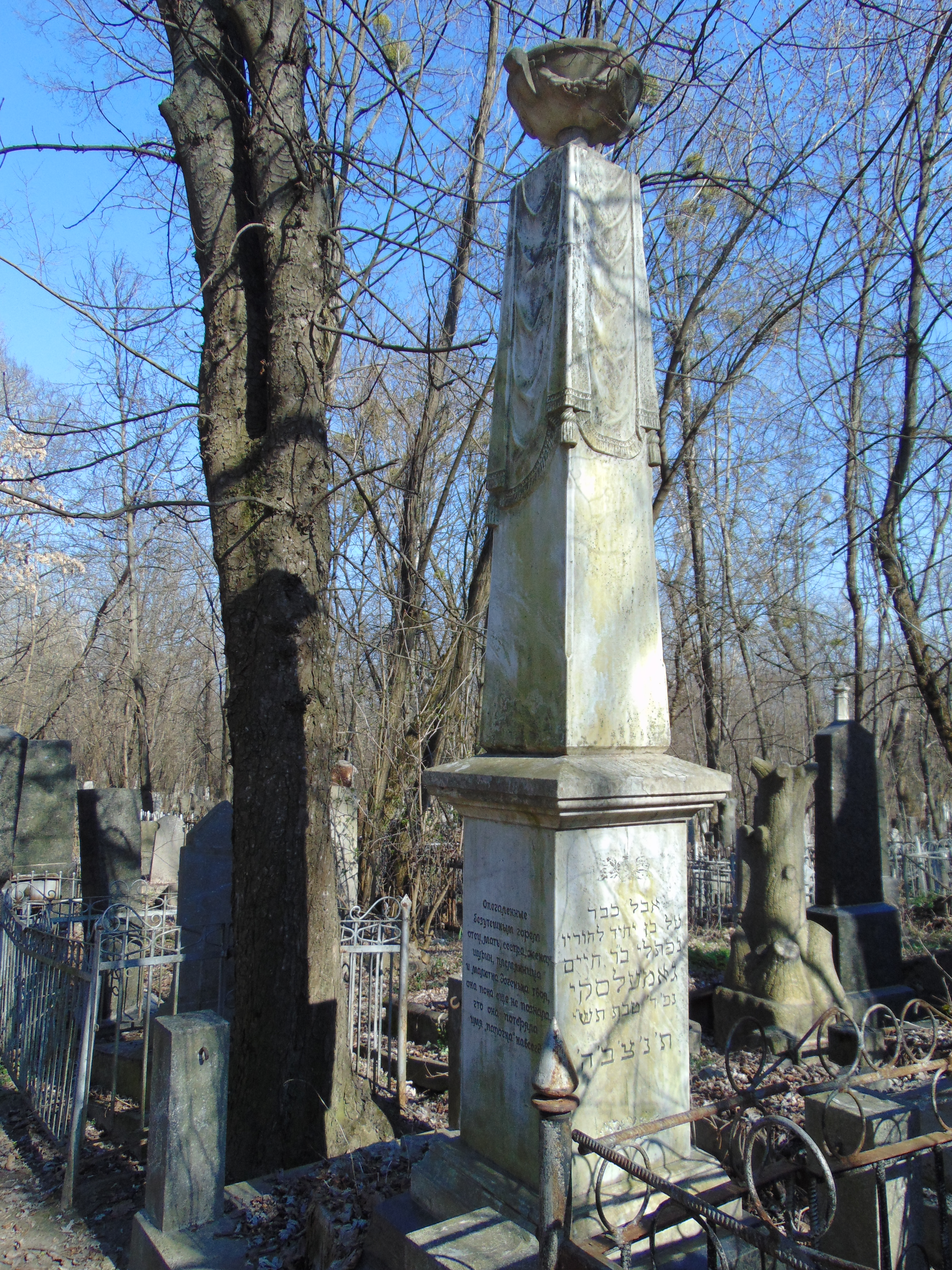
Могила київського єврея Анатолія Гомельського.
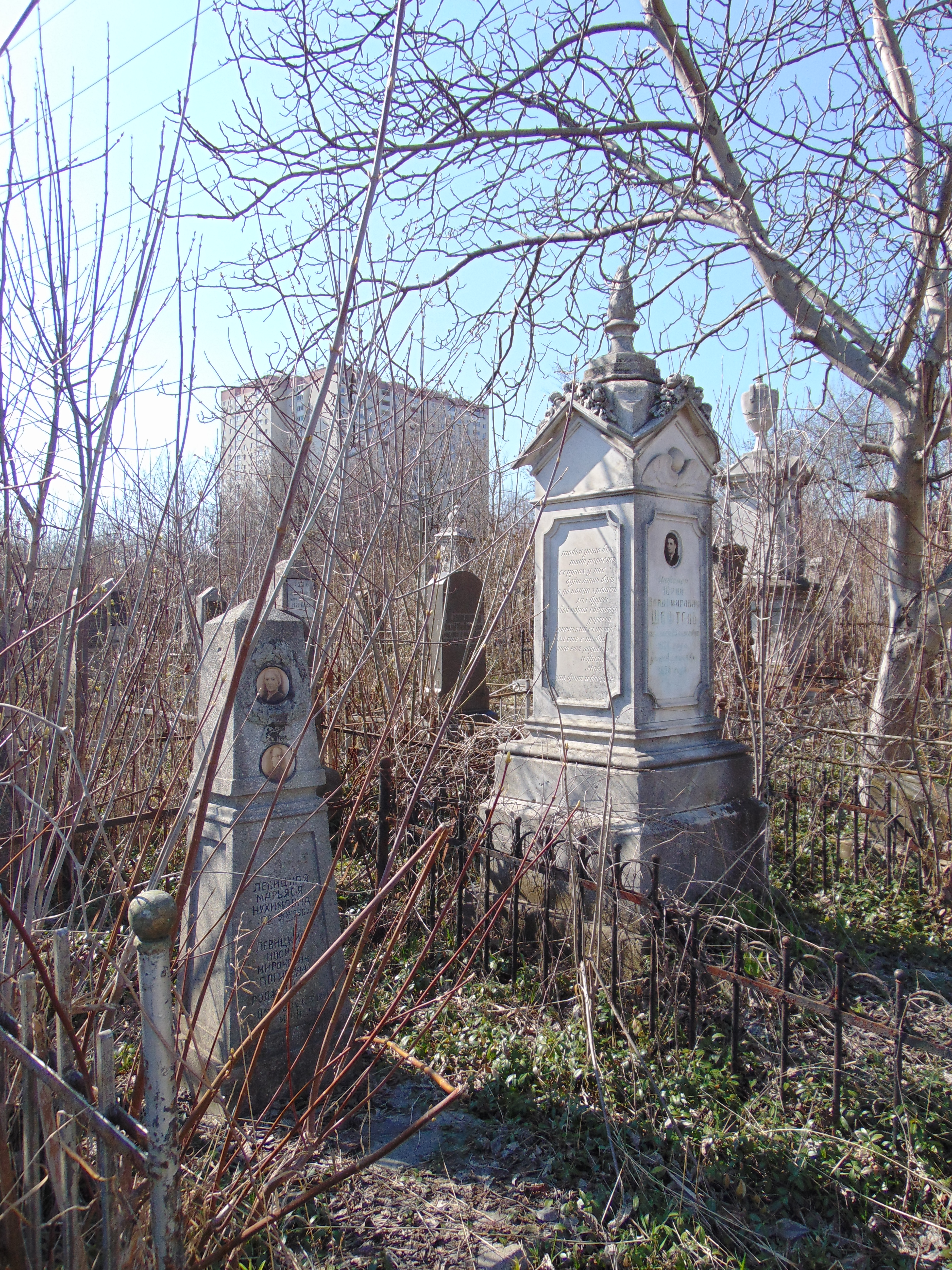
Північна частина Куренівського цвинтаря. Могили євреїв.